# 厙狄干
厍狄干（？—553年7月9日），字千秋，又作库狄干，善无郡（今山西省朔州市右玉县南）人，北魏、东魏、北齐官员。

## 生平
厍狄干的六世祖厍狄越豆眷在魏道武帝时期归附北魏，魏道武帝拓跋珪因厍狄越豆眷有功，割出善无郡西部腊汙山地方百里以封赏给他，厍狄越豆眷后来率领部落北迁，在朔方安家。
厍狄干耿直少言，颇有武艺，北魏正光初年，授将军，宿卫于内。孝昌元年（525年），北边扰乱，奔云中，被刺史费穆送给尔朱荣，武泰元年（528年），担任军主，随尔朱荣入洛阳。担任伏波将军。后来归附高欢，担任都督。中兴二年（532年）闰三月，以卫将军改车骑大将军。永熙元年（532年）四月，于韩陵（今河南安阳）破尔朱兆，封广平县公，再进爵广平郡公。任恒州刺史。娶高欢之妹乐陵长公主。东魏天平三年（536年），从高欢袭破西魏夏州（治今陕西靖边）。元象元年（538年），率领诸将为前驱，与西魏军作战在河阴（今河南孟津东北），诸将大捷，只有他兵退。高欢以其旧功，没有怪罪。兴和二年（540年）转太保，兴和四年（542年）任太傅。武定元年（543年）高仲密在武牢叛乱，高欢命他讨伐，以厍狄干为大都督前驱。还为为定州刺史。厍狄干常统大军作战，出兵日不还家，作战勇猛，为诸将所服。不识字，写“干”为倒笔。清廉不善政务。武定五年（547年）转任太师。北齐立国后封章武郡王，转任太宰。天保四年六月甲辰（553年7月9日），厍狄干去世 ，谥号景烈。
皇建元年十一月庚申（560年12月15日），齐孝昭帝高演诏令将厍狄干等十二人合祭于高欢的宗庙之中。 
子厙狄敬伏，官至儀同三司，厙狄敬伏子厙狄士文嗣位。

## 其他
厍狄干和连襟尉景都是高欢有功勋的亲戚，每有军事行动，和尉景常常都被被委以重任，但是尉景没有忘记追求财利，大肆受贿。有一次厍狄干与尉景在高欢身边一起议事，厍狄干请求出任御史中尉。高欢问：“你为什么要担任职位低微的官职？”厍狄干说：“想捉拿尉景。”高欢大笑。
首都师范大学特聘教授张金龙认为，忻州九原岗北朝壁画墓的墓主很可能是厍狄干。

## 家庭

### 六世祖
- 厍狄越豆眷，北魏第一领民酋长[2]

### 夫人
- 乐陵公主，追尊齐文穆帝高树生之女，追尊齐神武帝高欢妹妹

### 子女
- 厍狄伏敬，一作伏庆，长子，东魏直阁，娶长子县公主元氏[2]
- 厍狄显安，次子，东魏散骑常侍[2]
- 厍狄安定，三子[2]
- 厍狄洛，骠骑将军、和州刺史[12]

## 延伸阅读
[在维基数据编辑]
 《北齊書·卷15》，出自李百药《北齊書》
 《北史·卷054》，出自李延壽《北史》